# أسامة النقشبندي
أسامة ناصر محمود النقشبندي ( 1357 هـ/ 1938م - ) هو باحث ومؤرخ وموسوعي عراقي.

## النشأة
ولد أسامة النقشبندي في مدينة البصرة، حصل على بكالوريوس اقتصاد من جامعة بغداد عام 1963، وكان أحد المبعوثين العرب إلى القاهرة عام 1971 لدراسة المخطوطات على حساب جامعة الدول العربية. شغل وظيفة مسؤول قسم المخطوطات في مكتبة المتحف العراقي 1962 - 1988، وبعدها شغل وظيفة مدير دار صدام للمخطوطات.

## آثاره
له 22 كتاباً في المخطوطات والآثار، والتاريخ. و40 مقالة نشرت في المجلات العلمية، من كتبه:
1. المخطوطات اللغوية في المتحف العراقي 1969.
2. مستند الأجناد في آلات الجهاد 1983.
3. المخطوطات الفقهية مخطوطات الغناء والسماع.
4. كتاب الأحكام السلطانية.
5. جامع الحيدر خانة: عمارته وموضعه.
6. ثابت بن قرة.

### العضوية والمؤتمرات
دعي إلى مؤتمرات عربية في القاهرة وصنعاء وهو عضو في اتحاد المؤرخين العرب وحائز على وسام المؤرخ العربي، جادل مصطفى جواد بأربعة مقالات في جريدة الجمهورية حول مرقد ابن الجوزي 1967. ومنح شهادة تقديرية لجهوده في علم المخطوطات من مهرجان بغداد العالمي للخط.